# Kasper Kochanowski
Kasper Kochanowski herbu Korwin (1526–1576) – podstarości radomski od 1558 roku, pisarz ziemski sandomierski od 1566 roku. Był najstarszym synem Piotra Kochanowskiego i bratem Jana Kochanowskiego. Z małżeństwa z Katarzyną z Cerekwi, córką Mikołaja Dzika wojskiego radomskiego, miał synów Piotra, Kaspra, Jana, Krzysztofa oraz córki Annę, Zofię i Katarzynę.
Jan Kochanowski poświęcił bratu czterowierszowe Epitafium Kaspra Kochanowskiego pisarza sendomierskiego:

Kaspra Kochanowskiego tu schowano kości,
Człowieka cnoty wielkiej, i wielkiej godności.
Płaczcie ubogie wdowy, i smętne sieroty,
Umarł ten, co na pieczy wasze miał kłopoty.

Jan Kochanowski poświęcił także zmarłemu bratu mowę Przy pogrzebie rzecz.